# Les Loges-Saulces
Les Loges-Saulces – miejscowość i gmina we Francji, w regionie Normandia, w departamencie Calvados.
Według danych na rok 1990 gminę zamieszkiwało 109 osób, a gęstość zaludnienia wynosiła 16 osób/km² (wśród 1815 gmin Dolnej Normandii Les Loges-Saulces plasuje się na 777. miejscu pod względem liczby ludności, natomiast pod względem powierzchni na miejscu 732.).